# Marnix Kolder
Marnix Kolder (Winschoten, 31 januari 1981) is een Nederlands oud-profvoetballer die bij voorkeur als aanvaller speelde. Na het seizoen 2015/16 stopte hij met betaald voetbal.

## Carrière
Kolder speelde in de F-jeugd bij VV Bato en in de E- D- en C-jeugd bij WVV 1896, eveneens in Winschoten en speelde vervolgens nog twee jaar in de jeugdopleiding van BV Veendam om vervolgens in 1997 zijn op zijn zestiende te debuteren in het eerste team van BV Veendam. Hij speelde er negen en een half seizoenen in het eerste, waarna hij bij FC Groningen debuteerde in de Eredivisie. Op 20 september 2007 maakte Kolder zijn Europese debuut toen hij het met FC Groningen opnam tegen AC Fiorentina. Hij viel in de 90e minuut in.
Nadat Kolder in 2008 naar VVV-Venlo verhuisde, promoveerde hij ook daarmee naar de Eredivisie. Op 10 augustus 2013 scoorde hij na 126 doelpunten in de Eerste divisie, zijn eerste doelpunt in de Eredivisie, toen hij het met Go Ahead Eagles opnam tegen ADO Den Haag. Op 7 juni 2015 werd bekend dat Kolder Go Ahead Eagles verruilde voor FC Emmen. Met ingang van het seizoen 2016-2017 speelde Kolder voor VV Veendam 1894. Na het seizoen stopte 2019-2020 hij bij VV Veendam 1894.
Na het betaald voetbal begon Kolder in 2016 een loopbaan als stagiair en als ambulant begeleider bij Bureau Ineke Keizer in Veendam. Vanaf 2017 volgde hij een hbo-studie sociaal pedagogische hulpverlening bij het LOI. Vanaf 2017 was hij trajectbegeleider bij Veni Etinam in Veendam. Hij is sinds 2017 ook voetbalanalist van FC Groningen bij het Dagblad van het Noorden. In 2022 rondde hij zijn studie SPH af bij het LOI en in september dat jaar kwam hij in dienst bij Cosis als behandelcoördinator bij het FACT-team Jeugd in de stad Groningen.

### Carrièrestatistieken
| Seizoen                                | Club            | Competitie      | Competitie | Competitie | Beker | Beker | Internationaal | Internationaal | Overig | Overig | Totaal | Totaal |
| Seizoen                                | Club            | Competitie      | Wed.       | Dlp.       | Wed.  | Dlp.  | Wed.           | Dlp.           | Wed.   | Dlp.   | Wed.   | Dlp.   |
| -------------------------------------- | --------------- | --------------- | ---------- | ---------- | ----- | ----- | -------------- | -------------- | ------ | ------ | ------ | ------ |
| 1997/98                                | BV Veendam      | Eerste divisie  | 13         | 1          | 0     | 0     | –              | –              | –      | –      | 13     | 1      |
| 1998/99                                | BV Veendam      | Eerste divisie  | 30         | 8          | 3     | 0     | –              | –              | –      | –      | 33     | 8      |
| 1999/00                                | BV Veendam      | Eerste divisie  | 32         | 8          | 4     | 1     | –              | –              | –      | –      | 36     | 9      |
| 2000/01                                | BV Veendam      | Eerste divisie  | 29         | 10         | 4     | 0     | –              | –              | –      | –      | 33     | 10     |
| 2001/02                                | BV Veendam      | Eerste divisie  | 26         | 3          | 5     | 3     | –              | –              | –      | –      | 31     | 6      |
| 2002/03                                | BV Veendam      | Eerste divisie  | 23         | 2          | 4     | 1     | –              | –              | –      | –      | 27     | 3      |
| 2003/04                                | BV Veendam      | Eerste divisie  | 35         | 8          | 2     | 1     | –              | –              | –      | –      | 37     | 10     |
| 2004/05                                | BV Veendam      | Eerste divisie  | 34         | 8          | 3     | 3     | –              | –              | –      | –      | 37     | 11     |
| 2005/06                                | BV Veendam      | Eerste divisie  | 27         | 12         | 1     | 0     | –              | –              | –      | –      | 28     | 12     |
| 2006/07                                | BV Veendam      | Eerste divisie  | 20         | 15         | 1     | 0     | –              | –              | –      | –      | 21     | 15     |
| 2006/07                                | FC Groningen    | Eredivisie      | 7          | 0          | 0     | 0     | –              | –              | –      | –      | 7      | 0      |
| 2007/08                                | FC Groningen    | Eredivisie      | 6          | 0          | 0     | 0     | 2              | 0              | –      | –      | 8      | 0      |
| 2008/09                                | VVV-Venlo       | Eerste divisie  | 23         | 4          | 1     | 1     | –              | –              | –      | –      | 24     | 5      |
| 2009/10                                | VVV-Venlo       | Eredivisie      | 0          | 0          | 0     | 0     | –              | –              | –      | –      | 0      | 0      |
| 2009/10                                | → BV Veendam    | Eerste divisie  | 27         | 7          | 0     | 0     | –              | –              | –      | –      | 27     | 7      |
| 2010/11                                | VVV-Venlo       | Eredivisie      | 0          | 0          | 0     | 0     | –              | –              | –      | –      | 0      | 0      |
| 2010/11                                | → BV Veendam    | Eerste divisie  | 31         | 12         | 2     | 0     | –              | –              | 2      | 1      | 35     | 13     |
| 2011/12                                | Go Ahead Eagles | Eerste divisie  | 33         | 14         | 3     | 5     | –              | –              | –      | –      | 36     | 19     |
| 2012/13                                | Go Ahead Eagles | Eerste divisie  | 31         | 15         | 2     | 1     | –              | –              | 6      | 2      | 39     | 18     |
| 2013/14                                | Go Ahead Eagles | Eredivisie      | 31         | 7          | 2     | 0     | –              | –              | –      | –      | 33     | 7      |
| 2014/15                                | Go Ahead Eagles | Eredivisie      | 28         | 3          | 0     | 0     | –              | –              | –      | –      | 28     | 3      |
| 2015/16                                | FC Emmen        | Eerste divisie  | 30         | 10         | 2     | 0     | –              | –              | 2      | 0      | 34     | 10     |
| Carrière totaal                        | Carrière totaal | Carrière totaal | 516        | 148        | 39    | 16    | 2              | 0              | 10     | 3      | 567    | 167    |
| Bijgewerkt tot en met 14 augustus 2020 |                 |                 |            |            |       |       |                |                |        |        |        |        |

## Erelijst

### MetVVV-Venlo
| Nationaal               |    |         |
| Kampioen Eerste Divisie | 1x | 2008/09 |

### MetGo Ahead Eagles
| Nationaal                 |    |         |
| Promotie via nacompetitie | 1x | 2012/13 |